# HD 117718
HD 117718，又名CD-2810127，SAO 181735、HR 5098，是一颗恒星，视星等为6.45，位于銀經313.54，銀緯32.46，其B1900.0坐标为赤經13h 26m 59s，赤緯-29° 32.46′ 3″。